# Niokolo-Koba (rzeka)
Niokolo-Koba – rzeka w południowo-wschodnim Senegalu, o długości 247 km. Powierzchnia zlewni wynosi 4723 km².
Jej źródła znajdują się w północnym regionie Kédougou, na wysokości 250 m n.p.m., u podnóża wzniesienia Sambaya (395 m n.p.m.), na obszarze Parku Narodowego Niokolo-Koba. Uchodzi do prawego brzegu Gambii, na wysokości 230 m n.p.m. Blisko ujścia jej koryto jest szerokości 10 m.